# Туна Кіремітчі
Туна Кіремітчі (тур. Tuna Kiremitçi; 24 лютого 1973, Ескішехір) — турецький поет і прозаїк.

## Біографія
Туна Кірамітчі народився 24 лютого 1973 року. Він закінчив Галатасарайський ліцей. Перші публікації поезій Туна зробив під час навчання. Закінчив університет витончених мистецтв імені Мімара Синана, вивчав кіно. Туна Кірамітчі — автор кількох короткометражних фільмів. Виступав також як рок-музикант з етно-групою Kumdan Kaleler (Замки з піску), записав альбом Denize Dogru (Обличчям до моря, 1996).

## Вірші
- Задивившись на Місяць / Ayabakanlar (1994, премія Яшар Набі Найіра)
- Академія / Akademi (1998, Erguvan Balkan Poetry Award)
- Кілька віршів, кілька пісень / Bazı Siirler Bazı Sarkilar (2003)

## Романи
- Git Kendini Cok Sevdirmeden (2002, пер. На боснійський 2009)
- Шлях до самотності / Bu Iste Bir Yalnizlik Var (2003)
- Троє на дорозі / Yolda Uc Kisi (2005, фр. Пер. 2013)
- Що таке Л. Ю. Б. О. В. Ь? / A.Ş. K. Neyin Kısaltması? (2005)
- Dualar Kalicidir (2007, англ. Пер. 2008, грец. Пер. 2010 фр. Пер. 2011, укр. пер. 2016)
- Küçüğe bir dondurma (2009)
- Selanik'te sonbahar (2011)
- Gönül meselesi (2012)
- Güneş'i kıskandıran kız (2013)

## Есе
- Hepimiz birilerinin eski sevgilisiyiz (2011)